# Ride (singel Twenty One Pilots)
Ride – piąty singiel amerykańskiego duetu muzycznego Twenty One Pilots z albumu Blurryface (2015), wydany 12 kwietnia 2016 roku przez Fueled by Ramen. Piosenka została napisana przez Tylera Josepha.
Nagranie w Polsce uzyskało status diamentowej płyty.

## O utworze
Utwór utrzymany jest w klimacie reggae rocka z elementami electropopu, pop-rapu i innych stylów. Piosenka napisana jest w tonacji Fis-dur z tempem 150 uderzeń na minutę. W utworze występują wokale o rozpiętości od Cis4 do As5.

## Teledysk
Teledysk przedstawia Tylera Josepha i Josha Duna śpiewających piosenkę w lesie. Pod koniec teledysku ubierają okulary przeciwsłoneczne by potem przedostać się na scenę.